# Circellium bacchus
Il Circellium bacchus è una specie di scarabeo stercorario endemica del Sudafrica. Si trova in pochissime aree, fra cui l'Addo Elephant National Park (nei pressi di Port Elizabeth) e alla Buffalo Valley Game Farm (presso Knysna). È l'unica specie del genere Circellium. In inglese è chiamato flightless dung beetle (questo nome comune, tuttavia, viene usato anche per altre specie di insetti, come l'australiano Aulacopris matthewsi).Le sue dimensioni arrivano fino ai 6 centimetri.

## Morfologia
È privo di ali, e specializzato nella raccolta di escrementi di grandi mammiferi come elefanti e bufali. Fra le caratteristiche peculiari di questa specie di stercorari c'è una cavità sotto le elitre (nel luogo dove mancano le ali) che consente una particolare respirazione con pochissima dispersione di umidità.

## Distribuzione
Il Circellum bacchus è una specie in pericolo, endemico solo di alcune aree geografiche molto circoscritte in Sudafrica.

## Biologia
Come gli altri stercorari, il C. bacchus crea pallottole di sterco di qualche centimetro di diametro, e le fa poi rotolare fino alla tana. Di questo compito si occupano un maschio e una femmina; la femmina spinge la pallottola e il maschio la segue, proteggendo la compagna da eventuali aggressori (in particolare, altri scarabei che tentino di rubare la pallottola). La coppia procede a una velocità di circa 8 metri all'ora. In genere, gli scarabei dell'Addo si trovano a doversi avventurare sulle strade del parco, preferite dagli elefanti per gli spostamenti e quindi ricche di sterco; numerosi cartelli segnalano ai turisti di fare attenzione a non calpestare questi insetti o schiacciarli durante gli spostamenti in automobile.
Quando la coppia di scarabei raggiunge la tana, la femmina depone nella palla di sterco un singolo uovo. Dopo pochi giorni l'uovo si schiude e la larva inizia a nutrirsi dello sterco raccolto dai genitori.